# Miljan Mrdaković
Miljan Mrdaković (Niš, 1982. május 6. – Belgrád, 2020. május 22.) olimpiai válogatott szerb labdarúgó, csatár, olimpikon.

## Pályafutása

### Klubcsapatokban
1993-ban a Radnički Niš korosztályos csapatában kezdte a labdarúgást, majd 1995-ben a belgrádi Partizanhoz került. 1998-ban a belga Anderlecht korosztályos együttese szerződtette, ahol 2001-ben került az első csapat keretéhez, de 2002-ben kölcsön adták az Eendracht Aalst csapatához. 2002–03-ban az OFK Beograd, 2003–04-ben a belga Gent, 2004-ben ismét az OFK labdarúgója volt. 2005-ben az osztrák Austria Salzburg, 2005–06-ban az ukrán Metaliszt Harkiv, 2006–07-ben az izraeli Makkabi Tel-Aviv, 2007–08-ban a portugál Vitória Guimarães, 2008–09-ben a kínai Santung Lüneng játékosa volt.
2009 és 2012 között Cipruson játszott. 2009 és 2011 között az Apóllon Lemeszú, 2010-ben kölcsönben az Ethnikósz Áhnasz, 2011–12-ben az AÉK Lárnakasz játékos volt. Az Apóllon játékosként egy ciprusikupa-győzelmet ért el illetve a 2010–11-es idényben a bajnokság gólkirálya lett 21 találattal. 2012-ben ismét Kínába szerződött, a Csiangszu Szuning együttesében szerepelt. 2013-ban visszatért Ciprusra és az Énoszi Néon labdarúgója lett. Ugyanebben az évben a görög Véria, 2014-ben a szingapúri Tampines Rovers, 2015-ben a görög Levadiakósz játékosa volt. 2015-ben hazatért és a Vojvodina csapatában szerepelt. 2016-ban utoljára szerződött külföldre, a görög Agrotikósz Asztír játékosa lett, de ugyan ebben az évben végleg hazatért és a Rad együttesében játszott. 2017-ben az OFK játékosaként vonult vissza az aktív labdarúgástól.

### A válogatottban
1999 és 2001 között nyolc alkalommal szerepelt a jugoszláv U18-as válogatottban. 2002-ben egyszer szerepelt az U21-es csapatban. Részt vett a 2008-as pekingi olimpián. Az olimpiai válogatottban három alkalommal szerepelt és egy gólt szerzett.

## Halála
2020. május 22-én a Belgrádhoz tartozó Zvezdarán öngyilkos lett.

## Sikerei, díjai
Santung Lüneng
- Kínai bajnokság
  - bajnok: 2008

 Apóllon Lemeszú
- Ciprusi bajnokság
  - gólkirály: 2010–11 (21 gól)
- Ciprusi kupa
  - győztes: 2010

 Tampines Rovers
- Szingapúri ligakupa
  - győztes: 2014
- Szingapúri szuperkupa
  - győztes: 2014